# Partit Comunista de Galícia
Partit Comunista de Galícia (PCG) és el nom amb què es constituí la federació gallega del Partit Comunista d'Espanya, i que actualment forma part d'Esquerda Unida-Izquierda Unida. Té com única llengua oficial el gallec, el seu himne és La Internacional i el seu òrgan d'expressió és A Voz do Pobo, publicat des d'agost de 1969. Les seves joventuts s'organitzen en la Xuventude Comunista.

## Història
El PCG es va constituir en 1968, en un congrés en l'exili, que va tenir lloc en París, com a secció gallega del PCE. Ja el PCE havia estat el principal partit d'oposició al franquisme a Galícia i el PCG va mantenir aquesta hegemonia, però ja contestada pels partits nacionalistes d'esquerra i també per altres partits d'esquerres escindits del mateix PCE. El seu primer secretari general va ser Santiago Álvarez, que va ocupar el càrrec fins a 1979. Malgrat existir des de 1969, el PCG no es va inscriure en el registre de partits polítics del Ministeri de l'Interior fins a 1986, coincidint amb la seva integració a Esquerda Unida, la federació gallega d'Esquerra Unida.
Al començament de la Transició el PCG va gaudir de certa influència en la vida política gallega, formant part de la Taboa Democrática de Galicia. El seu secretari general des de 1979, Anxo Guerreiro, va ser un dels integrants de la Comissió dels 16, que va redactar l'estatut d'autonomia en 1981. A les eleccions al Parlament de Galícia de 1981 el PCG va obtenir un diputat, per la província de La Corunya, que va ocupar el seu secretari general. No obstant això, durant els primers anys de la dècada de 1980, el PCG va sofrir les pugnes greus dissensions internes. En 1984, part dels seus membres es van integrar en el PSOE. D'altra banda, la pugna entre carrillistes i crítics que es duien a terme a nivell nacional va tenir també el seu reflex en l'organització gallega. Guerreiro, pertanyent al sector crític o renovador, va ser desplaçat de la secretaria general en 1983 per Julio Pérez de la Fuente, del sector fidel a Santiago Carrillo. No obstant això, en 1985, Carrillo i els seus seguidors, entre els quals es trobava Pérez de la Fuente, van ser expulsats del PCE en 1985. D'aquesta forma, a les eleccions autonòmiques de 1985, el PCG va haver de competir amb el partit que havien creat els partidaris de l'expulsat Santiago Carrillo, el Partit Comunista de Galícia-Marxista Revolucionari, dirigits pel mateix exsecretari general del PCG, Pérez de la Fuente, sense aconseguir cap d'ells representació parlamentària (en obtenir cadascun dels partits una quantitat de vots similar, 10.625 del PCG enfront de 8.318 del PCG-MR). En 1986 va ser un dels fundadors de la llavors coalició Esquerda Unida, per la qual cosa no ha tornat a presentar-se a cap procés electoral en solitari.
En 1997, la direcció d'Esquerda Unida va decidir presentar-se a les eleccions autonòmiques d'aquest any en coalició amb el PSdeG-PSOE, una decisió que va culminar amb la desvinculació d'EU d'Esquerra Unida, en desautoritzar-ne aquesta el pacte. Aquest acord va ser rebutjat per un sector de la coalició liderat pels dirigents del PCG Carlos Dafonte i Manuel Peña-Rey, secretari general del PCG. Aquest grup, recolzat per la direcció estatal, es va presentar a les eleccions en solitari sota la denominació Esquerra Unida. Després de la transformació del grup coligat amb els socialistes en Esquerda de Galicia, el grup de Dafonte i Peña-Rey va reprendre la denominació Esquerda Unida.
L'actual secretari general és Carlos Portomeñe, triat al X Congrés i reelegit en el XI realitzat en 2006.

## Secretaris generals
- Santiago Álvarez (1968-1979)
- Rafael Pillado (1979)
- Anxo Guerreiro (1979-1983)
- Julio Pérez de la Fuente (1983-1985)
- Anxo Guerreiro (?-1995)[5]
- Manuel Peña-Rey (1995?-2000)
- Carlos Dafonte (2000-2002)
- Carlos Portomeñe (2002 - actualitat).

## Resultats electorals

### Generals
| Eleccions al Congrés dels Diputats Resultats del PCE a Galícia | Eleccions al Congrés dels Diputats Resultats del PCE a Galícia | Eleccions al Congrés dels Diputats Resultats del PCE a Galícia | Eleccions al Congrés dels Diputats Resultats del PCE a Galícia |
| Eleccions                                                      | Vots                                                           | Percentatge                                                    | Escons                                                         |
| -------------------------------------------------------------- | -------------------------------------------------------------- | -------------------------------------------------------------- | -------------------------------------------------------------- |
| Eleccions generals de 1977                                     | 34.188                                                         | 3,03%                                                          | 0                                                              |
| Eleccions generals de 1979                                     | 42.594                                                         | 4,16%                                                          | 0                                                              |
| Eleccions generals de 1982                                     | 20.108                                                         | 1,55%                                                          | 0                                                              |

Des de 1986 el PCG no participa en eleccions, ja que forma part d'Esquerda Unida.

### Autonòmiques
| Eleccions al Parlament de Galícia Resultats del PCG | Eleccions al Parlament de Galícia Resultats del PCG | Eleccions al Parlament de Galícia Resultats del PCG | Eleccions al Parlament de Galícia Resultats del PCG |
| Eleccions                                           | Vots                                                | Percentatje                                         | Escons                                              |
| --------------------------------------------------- | --------------------------------------------------- | --------------------------------------------------- | --------------------------------------------------- |
| Eleccions autonòmiques de 1981                      | 32.623                                              | 2,87%                                               | 1 (Anxo Guerreiro)                                  |
| Eleccions autonòmiques de 1985                      | 10.635                                              | 0,84%                                               | 0                                                   |

Des de 1986 el PCG no participa en eleccions, ja que forma part d'Esquerda Unida.